# Präsidentschafts- und Parlamentswahl in Ghana 2020
Die Präsidentschafts- und Parlamentswahl in Ghana 2020 fand am 7. Dezember statt. Der amtierende Präsident Nana Akufo-Addo von der New Patriotic Party (NPP) wurde in der ersten Wahlrunde wiedergewählt.

## Ergebnis

### Präsidentschaftswahl
Ohne den Wahlkreis Techiman South.
| Kandidaten                                                       | Kandidaten                   | Parteien                         | Stimmen    | %    |
| ---------------------------------------------------------------- | ---------------------------- | -------------------------------- | ---------- | ---- |
|                                                                  | Nana Akufo-Addo              | New Patriotic Party              | 6.730.587  | 51,3 |
|                                                                  | John Dramani Mahama          | National Democratic Congress     | 6.213.182  | 47,4 |
|                                                                  | Christian Kwabena Andrews    | Ghana Union Movement             | 105.548    | 0,8  |
|                                                                  | Ivor Greenstreet             | Convention People’s Party        | 12.200     | 0,1  |
|                                                                  | David Apasera                | People’s National Convention     | 10.882     | 0,1  |
|                                                                  | Asiedu Walker                | unabhängig                       | 9.704      | 0,1  |
|                                                                  | Kofi Akpaloo                 | Liberal Party of Ghana           | 7.683      | 0,1  |
|                                                                  | Hassan Ayariga               | All People’s Congress            | 7.138      | 0,1  |
|                                                                  | Brigitte Dzogbenuku          | Progressive People’s Party       | 6.849      | 0,1  |
|                                                                  | Nana Konadu Agyeman Rawlings | National Democratic Party        | 6.549      | 0,0  |
|                                                                  | Akua Donkor                  | Ghana Freedom Party              | 5.574      | 0,0  |
|                                                                  | Henry Herbert Lartey         | Great Consolidated Popular Party | 3.564      | 0,0  |
| Gesamt                                                           | Gesamt                       | Gesamt                           | 13.119.460 | 100  |
|                                                                  |                              |                                  |            |      |
| Ungültige Stimmen                                                | Ungültige Stimmen            | Ungültige Stimmen                | 313.397    | 2,3  |
| Wähler                                                           | Wähler                       | Wähler                           | 13.432.857 | 78,9 |
| Wahlberechtigte                                                  | Wahlberechtigte              | Wahlberechtigte                  | 17.027.641 |      |
|                                                                  |                              |                                  |            |      |
| Quellen: Electoral Commission, Ergebnis: Insgesamt – EU Report a |                              |                                  |            |      |

#### Ergebnis nach Regionen
| Region                                                 | Kandidaten | Kandidaten | Kandidaten | Kandidaten | Kandidaten | Kandidaten | Gültige Stimmen | Wähler    |
| Region                                                 | Akufo-Addo | Akufo-Addo | Mahama     | Mahama     | Sonstige   | Sonstige   | Gültige Stimmen | Wähler    |
| Region                                                 | Stimmen    | %          | Stimmen    | %          | Stimmen    | %          | Gültige Stimmen | Wähler    |
| ------------------------------------------------------ | ---------- | ---------- | ---------- | ---------- | ---------- | ---------- | --------------- | --------- |
| Ahafo                                                  | 145.584    | 55,0       | 116.485    | 44,0       | 2.422      | 0,9        | 264.491         | 270.174   |
| Ashanti                                                | 1.795.824  | 72,8       | 653.149    | 26,5       | 18.318     | 0,7        | 2.467.291       | 2.502.149 |
| Bono                                                   | 292.604    | 58,2       | 203.329    | 40,5       | 6.652      | 1,3        | 502.585         | 515.963   |
| Bono East                                              | 153.341    | 41,2       | 213.694    | 57,4       | 5.373      | 1,4        | 372.408         | 385.598   |
| Central                                                | 613.804    | 52,3       | 538.829    | 45,9       | 20.806     | 1,8        | 1.173.439       | 1.201.151 |
| Eastern                                                | 752.061    | 60,8       | 470.999    | 38,1       | 13.880     | 1,1        | 1.236.940       | 1.264.827 |
| Greater Accra                                          | 1.253.179  | 48,2       | 1.326.489  | 51,0       | 22.840     | 0,9        | 2.602.508       | 2.637.036 |
| Northern                                               | 409.963    | 45,7       | 476.550    | 53,1       | 11.218     | 1,2        | 897.731         | 931.073   |
| North East                                             | 122.742    | 51,3       | 112.306    | 47,0       | 4.075      | 1,7        | 239.123         | 250.387   |
| Oti                                                    | 103.865    | 35,9       | 181.021    | 62,5       | 4.600      | 1,6        | 289.486         | 299.910   |
| Savannah                                               | 80.605     | 35,2       | 144.244    | 63,0       | 4.236      | 1,8        | 229.085         | 240.230   |
| Upper East                                             | 170.340    | 32,8       | 335.502    | 64,7       | 12.870     | 2,5        | 518.712         | 542.905   |
| Upper West                                             | 121.230    | 32,8       | 238.972    | 64,6       | 9.445      | 2,6        | 369.647         | 385.911   |
| Volta                                                  | 100.481    | 14,1       | 606.508    | 84,8       | 7.958      | 1,1        | 714.947         | 730.711   |
| Western                                                | 439.724    | 50,9       | 398.549    | 46,2       | 25.167     | 2,9        | 863.440         | 885.377   |
| Western North                                          | 175.240    | 46,4       | 196.556    | 52,1       | 5.831      | 1,5        | 377.627         | 388.750   |
|                                                        |            |            |            |            |            |            |                 |           |
| Quelle: Electoral Commission, Originaldokument – Kopie |            |            |            |            |            |            |                 |           |

Wähler, Insgesamt: 13.432.152 statt 13.432.857.

### Parlamentswahl
- NDC: 137
- Unabhängige: 1
- NPP: 137

Im Vergleich zur vorherigen Wahl verlor die New Patriotic Party (NPP) 32 Sitze, während der National Democratic Congress (NDC) 31 Sitze hinzugewann. Dass führte zu einer gleichen Sitzverteilung der beiden Parteien von je 137 Sitzen, der verbleibende Sitz im Parlament ging an einen unabhängigen Kandidaten. Bei diesem handelt es sich um Andrew Asiamah Amoako, ein ehemaliges Mitglied der NPP, der später vom NDC als second speaker vorgeschlagen und gewählt wurde.
| Listen                                               | Listen                           | Stimmen    | %    | Mandate | +/- |
| ---------------------------------------------------- | -------------------------------- | ---------- | ---- | ------- | --- |
|                                                      | New Patriotic Party              | 6.651.028  | 50,4 | 137     | −32 |
|                                                      | National Democratic Congress     | 6.094.478  | 46,2 | 137     | +31 |
|                                                      | Ghana Union Movement             | 60.840     | 0,5  | –       | Neu |
|                                                      | People’s National Convention     | 29.211     | 0,2  | –       | –   |
|                                                      | Progressive People’s Party       | 24.334     | 0,2  | –       | –   |
|                                                      | Convention People’s Party        | 11.105     | 0,1  | –       | –   |
|                                                      | Liberal Party of Ghana           | 7.521      | 0,1  | –       | Neu |
|                                                      | National Democratic Party        | 6.421      | 0,0  | –       | –   |
|                                                      | Great Consolidated Popular Party | 1.976      | 0,0  | –       | –   |
|                                                      | United Progressive Party         | 1.934      | 0,0  | –       | –   |
|                                                      | All People’s Congress            | 1.214      | 0,0  | –       | –   |
|                                                      | Unabhängige Kandidaten           | 301.996    | 2,3  | 1       | +1  |
| Gesamt                                               | Gesamt                           | 13.192.058 | 100  | 275     | –   |
|                                                      |                                  |            |      |         |     |
| Wahlberechtigte                                      | Wahlberechtigte                  | 17.027.655 |      |         |     |
|                                                      |                                  |            |      |         |     |
| Quellen: Ghana Gazette – No. 195, 22nd December 2020 |                                  |            |      |         |     |

## Wahlablauf
Im Vorfeld der Wahl wurde ein neues Wählerverzeichnis eingeführt. Zuvor waren auch bereits Verstorbene als offiziell Registrierte aufgeführt.
Der Ablauf der Wahl wird von der Konrad-Adenauer-Stiftung als reibungslos beschrieben. Die Wahl wurde unter anderem von 4.000 Wahlbeobachtern der Katholischen Kirche Ghana und weiteren 4.000 Beobachtern ghanaischer NGOs begleitet.
An einigen der über 38.000 Wahllokale kam es am Abend der Wahl zu Konflikten zwischen der Polizei und Parteianhängern, wodurch fünf Menschen starben.